# XII Legislatura Espanyola
La XII Legislatura Espanyola va iniciar-se el matí del 19 de juliol del 2016 amb el desenvolupament satisfactori de la Sessió Constitutiva de les Corts Generals, que exerceixen la potestat legislativa de l'Estat Espanyol.

## Inici de la legislatura
L'inici de la XII legislatura, després de les eleccions generals del 26 de juny, estava marcat per la legislatura precedent en la qual no es va completar, ja que la investidura no va prosperar, el cicle normal:
1. Sessió constitutiva de les cambres
2. Comunicació oficial de la constitució de la Cambra baixa
3. Inici del procediment per a la investidura del President del Govern
4. Formació, en paral·lel, dels grups parlamentaris
5. Proposta i elecció del President del Govern
6. Sessió solemne d'obertura de la legislatura

### Sessió constitutiva de les cambres
La Sessió Constitutiva es va iniciar dirigida per la Mesa d'Edat, formada en aquest cas per tres dones: María Teresa de Lara, diputada del Partit Popular per Madrid, com a presidenta i les dues diputades més joves, María Such, del PSOE per València, i Nagua Alba, de Podemos per Guipúscoa, com a secretàries.
L'elecció de la Mesa del Congrés, formada per presidència, quatre vicepresidències i quatre secretariats, es va dur a terme en votació secreta per papereta, en la que cada diputat escriu un nom, segons el que està establert. Per a la presidència, el resultat de la primera votació fou: 169 vots per a Ana Pastor, del Partit Popular, 85 vots per a Patxi López, del PSOE, 71 vots per a Xavier Domènech, de Unidos Podemos- En Comú Podem, 8 vots per a Francesc Homs, de CDC, i 17 vots en blanc. En no arribar cap candidat a la majoria absoluta dels 176, en la segona votació entre els dos candidats amb més vots Ana Pastor va resultar elegida presidenta del Congrés dels Diputats amb el recolzament de 169 diputats, enfront dels 155 de Patxi López. Un total de 25 diputats van votar en blanc.
En l'elecció de les quatre vicepresidències —que es fa amb una única votació, en la que cada diputat escriu un nom i en resulten elegits, per ordre, els que més vots tinguin—, el resultat va ser, de la primera a la quarta: Ignacio Prendes de Ciudadanos amb 96 vots, Micaela Navarro del Grup Socialista amb 85 vots, Rosa Romero del Grup Popular amb 83 vots i Gloria Elizo del Grup Podemos amb 71 vots.
Les secretaries de la Mesa del Congrés per a la XII Legislatura, elegides amb el mateix procediment, van quedar atribuïdes, de la primera a la quarta, a: Alícia Sánchez-Camacho (Partit Popular) amb 111 vots, Juan Luis Gordo (PSOE) amb 85 vots, Marcelo Expósito (Podem)amb 70 vots i Patricia Reyes (Ciutadans) amb 57 vots.
Aquesta composició de la mesa responia a pactes previs establerts entre el Partit Popular i Ciutadans pels quals el PP cedia dos dels cinc llocs que li corresponien al grup de Rivera, al qual no li'n corresponia cap.
El recompte final dels vots, en el qual els rebuts pel PP i Ciutadans superaven en 10 les xifres esperades, va aixecar una significativa polèmica en sospitar-se que procedien dels nacionalistes.
En el Senat, la presidència va recaure, de nou i per tercera vegada, en Pío García-Escudero del Partit Popular amb els 144 vots del seu partit i 7 més del PAR, UPN i Foro Asturias. La seva contrincant, Miren Gorrotxategi de Podem, només va arribar als 20 vots. Els 92 vots restants van quedar en abstenció. El PP va aconseguir quatre membres a la Mesa del Senat: la presidència, la vicepresidència primera per a Pedro Sanz i les dues primeres secretaries per a Luís Aznar i Adela Pedrosa. El PSOE, dos representants: la segona vicepresidència per a Joan Lerma i la quarta secretaria per a Juan Carlos Raffo. El PNB, la tercera secretaria amb María Eugenia Iparragirre.
| Càrrec                  | Titular                      | Partit         |
| ----------------------- | ---------------------------- | -------------- |
| Presidència             | Ana María Pastor Julián      | PP             |
| Vicepresidència primera | José Ignacio Prendes Prendes | Ciudadanos     |
| Vicepresidència segona  | Micaela Navarro Garzón       | PSOE           |
| Vicepresidència tercera | Rosa María Romero Sánchez    | PP             |
| Vicepresidència quarta  | María Gloria Elizo Serrano   | Unidos Podemos |
| Secretaria primera      | Alicia Sánchez-Camacho Pérez | PP             |
| Secretaria segona       | Juan Luis Gordo Pérez        | PSOE           |
| Secretaria tercera      | Marcelo Expósito Prieto      | Unidos Podemos |
| Secretaria quarta       | Patricia Reyes Rivera        | Ciudadanos     |

| Càrrec                  | Titular                             | Partit |
| ----------------------- | ----------------------------------- | ------ |
| Presidència             | Pío García-Escudero                 | PP     |
| Vicepresidència primera | Pedro María Sanz Alonso             | PP     |
| Vicepresidència segona  | Joan Lerma i Blasco                 | PSOE   |
| Secretaria primera      | Luis Aznar Fernández                | PP     |
| Secretaria segona       | María Adelaida Pedrosa Roldán       | PP     |
| Secretaria tercera      | María Eugenia Iparraguirre Bemposta | PNB    |
| Secretaria quarta       | Juan Carlos José Raffo Camarillo    | PSOE   |

### Comunicació oficial de la constitució de la Cambra baixa
Ana Pastor va ser rebuda pel rei Felip VI l'endemà, dimecres 21, i, a més de comunicar-li la constitució de la Cambra baixa, li va facilitar la llista dels representants designats pels grups polítics: Mariano Rajoy (PP), Pedro Sánchez (PSOE), Pablo Iglesias (Units Podem), Albert Rivera (Ciutadans), Xavier Domènech (En Comú Podem), Joan Baldoví (Compromís-Podem-EUPV), Francesc Homs (CDC), Alexandra Fernández (En Marea), Aitor Esteban (PNB), Alberto Garzón (IU), Javier Esparza (UPN), Ana Oramas (CC), Isidro Martínez Oblanca (Fòrum) i Pedro Quevedo (NC). Tant ERC com Bildu van declinar la invitació a anar a les audiències amb el Rei, com ja havien fet en l'anterior legislatura.

### Investidura de Mariano Rajoy
El 27 d'octubre de 2016 es dur a terme la primera sessió d'investidura, en la qual la presidenta Ana Pastor anuncia com a candidat proposat a la cambra baixa al diputat Mariano Rajoy. En aquesta primera sessió el candidat ha d'obtenir una majoria absoluta de 176 diputats dels 350 que componen el Congrés dels Diputats. Al no aconseguir el suport necessari (PP, Ciudadanos i Coalició Canària) es sotmet a una segona sessió d'investidura 48 hores després de la primera (29 d'octubre de 2016) en la qual amb majoria simple n'hi ha suficient (més vots a favor que en contra). És llavors quan el dissabte 29 d'octubre surt elegit com a President del Govern d'Espanya per segona vegada consecutiva després d'entrar al govern l'any 2011.
| Candidat | Data                                                    | Vot |     |    |    |    |   |   |   |   |   |   |           | Total     |
| --- | ------------------------------------------------------- | --- | --- | -- | -- | -- | - | - | - | - | - | - | --------- | --------- |
| | 27 d'octubre de 2016Majoria absoluta requerida(176/350) | Sí  | 137 |    |    | 32 |   |   |   |   |   | 1 |           | 170 / 350 |
| No | 27 d'octubre de 2016Majoria absoluta requerida(176/350) |     | 84  | 67 |    | 9  | 8 | 5 | 4 | 2 |   | 1 | 180 / 350 |           |
| Abs. | 27 d'octubre de 2016Majoria absoluta requerida(176/350) |     |     |    |    |    |   |   |   |   |   |   |           |           |
| 29 d'octubre de 2016Majoria simple requerida | Sí                                                      | 137 |     |    | 32 |    |   |   |   |   | 1 |   | 170 / 349 |           |
| 29 d'octubre de 2016Majoria simple requerida | No                                                      |     | 15  | 67 |    | 9  | 8 | 5 | 4 | 2 |   | 1 | 111 / 349 |           |
| 29 d'octubre de 2016Majoria simple requerida | Abs                                                     |     | 68  |    |    |    |   |   |   |   |   |   | 68 / 349  |           |
| El grup parlamentari Unidos Podemos inclou les seves confluències catalana (En Comú Podem) i gallega (En Marea) dintre la votació d'investidura. En la segona volta d'investidura el diputat Pedro Sánchez no va comparèixer en la segona votació. |                                                         |     |     |    |    |    |   |   |   |   |   |   |           |           |

## Moció de censura i govern socialista
El 25 de maig de 2018 els diputats del Partit Socialista Obrer Espanyol (PSOE) van registrar una moció de censura liderada per Pedro Sánchez contra el president del Govern Mariano Rajoy després de la sentència de l'Audiència Nacional sobre el cas Gürtel que afectava al Partit Popular (PP). En la votació de l'1 de juny la moció va ser adoptada per majoria absoluta al Congrés dels Diputats (180 vots; n'eren necessaris 176) i Sánchez va quedar investit President del govern. Va prometre el seu càrrec davant el rei Felip VI, el 2 de juny de 2018. Els ministres i les ministres (11 en total) que componen el Govern van prometre el seu càrrec davant el rei el 7 de juny.